# Aux guerriers du silence
 (août 2016).
Pour plus de détails, voir Fiche technique et Distribution.
Aux guerriers du silence est un documentaire franco-belge tourné en Laponie et au Brésil, sorti en 1992.

## Synopsis
En écoutant les Samis de l’Arctique et les Fulniôs du Brésil, ce film traite de la question de l’écologie du point de vue des peuples indigènes.

## Fiche technique
- Réalisation : Cesar Paes
- Scénario : Marie-Clémence & Cesar Paes
- Production : Laterit Productions
- Image : Cesar Paes
- Montage : Cesar Paes
- Son : Raoul Fruhauf & Claudio B. Monteiro
- Musique : Carson Rock Rangers, Jean & Marcel
- Genre : documentaire
- Durée : 54 minutes
- Langues originales : Anglais, sámi[2], Yatê, Portugais[3]

## Distinctions
- Dok film festival (1992) Leipzig Germany : Golden Dove
- Ökomedia festival (1992) Freiburg Germany : German Ministry of Environment Prize
- Pärnu International film festival (1992) Estonia : Best film for the survival of Indigenous people